# Alois Hůla
Alois Hůla (6. listopadu 1919 – ???) byl český a československý politik Komunistické strany Československa, poslanec Sněmovny lidu Federálního shromáždění za normalizace.

## Biografie
V letech 1959–1976 působil jako ředitel národního podniku Prefa Hýskov.
K roku 1971 i 1976 se profesně uvádí jako ředitel závodu. Ve volbách roku 1971 tehdy zasedl do Sněmovny lidu (volební obvod č. 17 - Beroun, Středočeský kraj). Mandát obhájil ve volbách v roce 1976 (obvod Beroun), volbách v roce 1981 (obvod Beroun) a volbách v roce 1986 (obvod Beroun). Ve Federálním shromáždění setrval do ledna 1990, kdy rezignoval na poslanecký post v rámci procesu kooptace do Federálního shromáždění po sametové revoluci.